# Edgar de Wahl
Edgar de Wahl (oorspronkelijk: Edgar von Wahl) (Olviopol, Keizerrijk Rusland, 23 augustus [O.S. 11 augustus] 1867 - Tallinn, Estland, 9 maart 1948) was een Estlandse marineofficier en leraar van Duitse afkomst. Hij is vooral bekend geworden als pionier van het Esperanto en auteur van de kunsttaal Occidental.

## Biografie
De Wahl werd in 1867 geboren in de stad Olviopol, sinds 1920 Pervomajsk geheten en gelegen in de Oekraïense oblast Mykolajiv. Hij was een Baltische Duitser uit een adellijk geslacht. Na zijn studie in Sint-Petersburg werd hij officier in de Russische marine. Later werkte hij als docent natuur- en wiskunde in Reval, de toenmalige naam van de stad Tallinn. 
Sinds zijn jeugd was De Wahl geïnteresseerd in taalkunde. Hij sprak een groot aantal Europese talen en raakte al vroeg gefascineerd door de idee van een internationale hulptaal. Aanvankelijk was hij korte tijd aanhanger van het Volapük. Na de publicatie van het Esperanto in 1887 begon hij een uitvoerige correspondentie met Ludwik Lejzer Zamenhof, die hij van vele adviezen voorzag. Aldus werd De Wahl naast Zamenhof zelf en Antoni Grabowski een van de voornaamste medeauteurs van het Esperanto. Hij vertaalde werk van Michail Lermontov naar het Esperanto en was een van de oprichters van het Petersburgse genootschap Espero. Ook was hij actief het Esperantoblad La Esperantisto.
Nadat in 1894 een reeks hervormingsvoorstellen van Zamenhof (waarvan een deel later in het Ido zou terugkeren) door de Esperantogemeenschap werden afgewezen, raakte De Wahl teleurgesteld in het Esperanto. Hij had moeite met het synthetische karakter van het Esperanto en wilde een meer naturalistische kunsttaal. In eerste instantie ging hij meewerken aan het Mundolingue van de Oostenrijker Julius Lott en in 1906 publiceerde hij de eerste versie van een eigen taalproject, Auli (afgeleid van Auxiliari Lingue International). In 1907 werkte hij samen met Waldemar Rosenberger een herziene versie van het Idiom Neutral uit onder de naam Reform Neutral, die hoge ogen gooide bij de Delegatie voor de acceptatie van een internationale taal.
In 1922 publiceerde De Wahl in het eerste nummer van zijn tijdschrift Kosmoglott (vanaf 1927 Cosmoglotta) de grammatica van een nieuwe naturalistische kunsttaal, waaraan hij jarenlang had gewerkt, het Occidental. Deze was gebaseerd was op de talen van West-Europa, met name de Romaanse talen. In de jaren twintig en dertig groeide het Occidental uit tot de meest succesvolle kunsttaal na het Esperanto, vooral ten koste van het Ido. De groei en ontwikkeling van het Occidental liet De Wahl over aan de gebruikers en na het uitbreken van de Tweede Wereldoorlog onderhield hij nog slechts summier contact met de (in Zwitserland gevestigde) Occidentalbeweging.
De Wahl bracht zijn laatste levensjaren door in een Estlands sanatorium, waar hij in 1948 overleed. Kort na zijn dood werd het Occidental omgedoopt tot Interlingue, maar verloor de concurrentieslag met het in 1951 gepubliceerde Interlingua. De taal heeft tegenwoordig nog steeds een kleine groep aanhangers, maar leidt een kwijnend bestaan. 